# Vegas (zespół muzyczny)
Vegas – grecki zespół muzyczny założony w 2008 roku.

## Historia zespołu

### Początki
Zespół Vegas został założony w 2008 roku przez trzech muzyków: ZeRaw, Melinę Makris i DJ-a Airth. ZeRaw i DJ Airth poznali się podczas studiów na Institute Piraeus, razem grali w zespole Tang-Ram, który wydał trzy płyty studyjne.

### Kariera
Zespół debiutował na rynku muzycznym w 2009 roku, kiedy to ukazały się ich pierwsze single: „Tis manas su (I agkalia)”, „De ta fygeis” i „Tus ponaei”. Utwory zapowiadały debiutancki album studyjny grupy zatytułowany po prostu Vegas, który miał swoją premierę 10 listopada 2009 roku.
W 2010 roku zespół wydany kilka nowych singli: „Mi stamatas”, „Fsssst! Vegas!”, „Fili”, „You Killed Me” i „Mad About You”, który został nagrany w duecie z izraelskim DJ-em Tomerem G. Utwory znalazły się na drugiej płycie studyjnej zespołu zatytułowanej Season 2, która ukazała się 29 listopada 2010 roku. W tym samym roku zespół zdobył nominacje do nagród Mad Video Music Awards 2010 w kategoriach: „Najlepsza grupa”, „Najlepszy nowy artysta”, „Ikona mody w teledysku” i „Seksowny teledysk” (za klip do utworu „Hrthe h stigmi”) oraz „Stichos-Ataka”, „Utwór roku wg Mad Radio 106.2” i „Najlepszy teledysk hip-hopowy/urban” (za klip do piosenki „Tus ponaei”). Ostatecznie zdobył nagrodę w ostatniej kategorii. Muzycy byli też nominowani do Europejskiej Nagrody Muzycznej MTV dla najlepszego greckiego wykonawcy.
W październiku 2011 roku ukazał się nowy singiel Vegas – „Gia sena”. W tym samym roku zespół zdobył dwie nominacje do nagrody Mad Video Music Awards 2011 w kategoriach: „Najlepsza współpraca” (za utwór „Mad About You” nagrany z Tomerem G) i „Najlepszy teledysk hip-hopowy/urban” (za klip do utworu „Mi stamatas”). W 2012 roku grupa wydała kolejne piosenki: „Panta kalokairi”, „Osa eiksa”, „Prospato” i „Pio psila”, który utrzymał się ponad 70 tygodni na krajowej liście przebojów, dzięki czemu uznawany jest za największy przebój w dorobku zespołu. W tym samym roku muzycy zostali laureatami Europejskiej Nagrody Muzycznej MTV dla najlepszego greckiego wykonawcy i byli nominowani do Europejskiej Nagrody Muzycznej MTV dla najlepszego europejskiego wykonawcy.
W maju 2013 roku premierę miał nowy utwór zespołu – „Akoma”, do którego teledysk kręcony był w Stanach Zjednoczonych. W tym samym roku ukazał się też inny singiel – „Chilies fores”, który zwiastował trzecią płytę zespołu. W 2014 roku grupa zaprezentowała dwa nowe utwory z albumu: „Pedio maksis” i „Paidia tis nichtas”. W tym samym roku ponownie zdobyła Europejską Nagrodę Muzyczną MTV dla najlepszego greckiego wykonawcy. 4 listopada 2015 roku premierę ich miał trzeci album studyjny zatytułowany Iposchesi. Pozostałymi singlami promującymi krążek zostały utwory „Solo” i „Apopse”.

## Dyskografia

### Albumy studyjne
- Vegas (2009)
- Season 2 (2010)
- Iposchesi (2015)